# Barbara Carroll
Barbara Carroll, geboren als Barbara Carole Coppersmith (Worcester (Massachusetts), 25 januari 1925 - 11 februari 2017) was een Amerikaanse jazzpianiste en -zangeres.

## Biografie
Carroll begon op haar vijfde piano te spelen en kreeg vanaf haar achtste klassiek pianoles, maar tijdens haar highschool-jaren besloot ze een jazzpianiste te worden. Ze studeerde aan New England Conservatory of Music, maar stopte er al na een jaar mee, opdat de studie niet te verenigen was met haar werk. Ze werkte met een 'all girls'-trio en speelde daarmee ook in legerplaatsen in New England. In 1947 verhuisde ze naar New York, waar ze een protegé werd van jazzcriticus Leonard Feather. Deze noemde haar "de eerste vrouw (girl) die bebop-piano speelt." In New York trad ze op in clubs op 52nd Street. In 1948 werkte ze met haar trio, met gitarist Chuck Wayne en bassist Clyde Lombardi, mee aan opnames van bandleider Benny Goodman. Kort daarop vervingen Charlie Byrd en Joe Shulman Wayne en Lombardi. Na Byrd's vertrek, besloot Carroll te werken met een drummer en een bassist.
Carroll speelde met pianist Bud Powell tijdens een concert in Royal Roost en de pianiste werd daarna in bebop-kringen geaccepteerd. In 1949 werkte ze mee aan opnames van Serge Chaloff en Eddie Shu, in 1950 nam ze voor het eerst op onder eigen naam. Ze nam op met Sylvia Sims (1952) en speelde daar enige tijd in Embers. Ze werd daar ontdekt door het componistenduo Richard Rodgers en Oscar Hammerstein, die haar trio (met Shulman en Herb Wasserman) uitnodigden om mee te werken aan de musical "Me and Julliet". Ze had een eigen radioshow en was geregeld te gast in de "Tonight Show" van NBC, waar ze onder meer Billie Holiday begeleidde, kort voor haar overlijden. Ze werkte in clubs, maar dat werd naarmate de jaren 50 verstreken minder door de opkomst van de Rock-'n-roll. Haar loopbaan raakte een beetje in het slop, maar ze nam nog wel een paar platen op, tot in het begin van de jaren zestig. Ze trok zich terug uit de muziek om zich te wijden aan haar dochter.

## Latere jaren

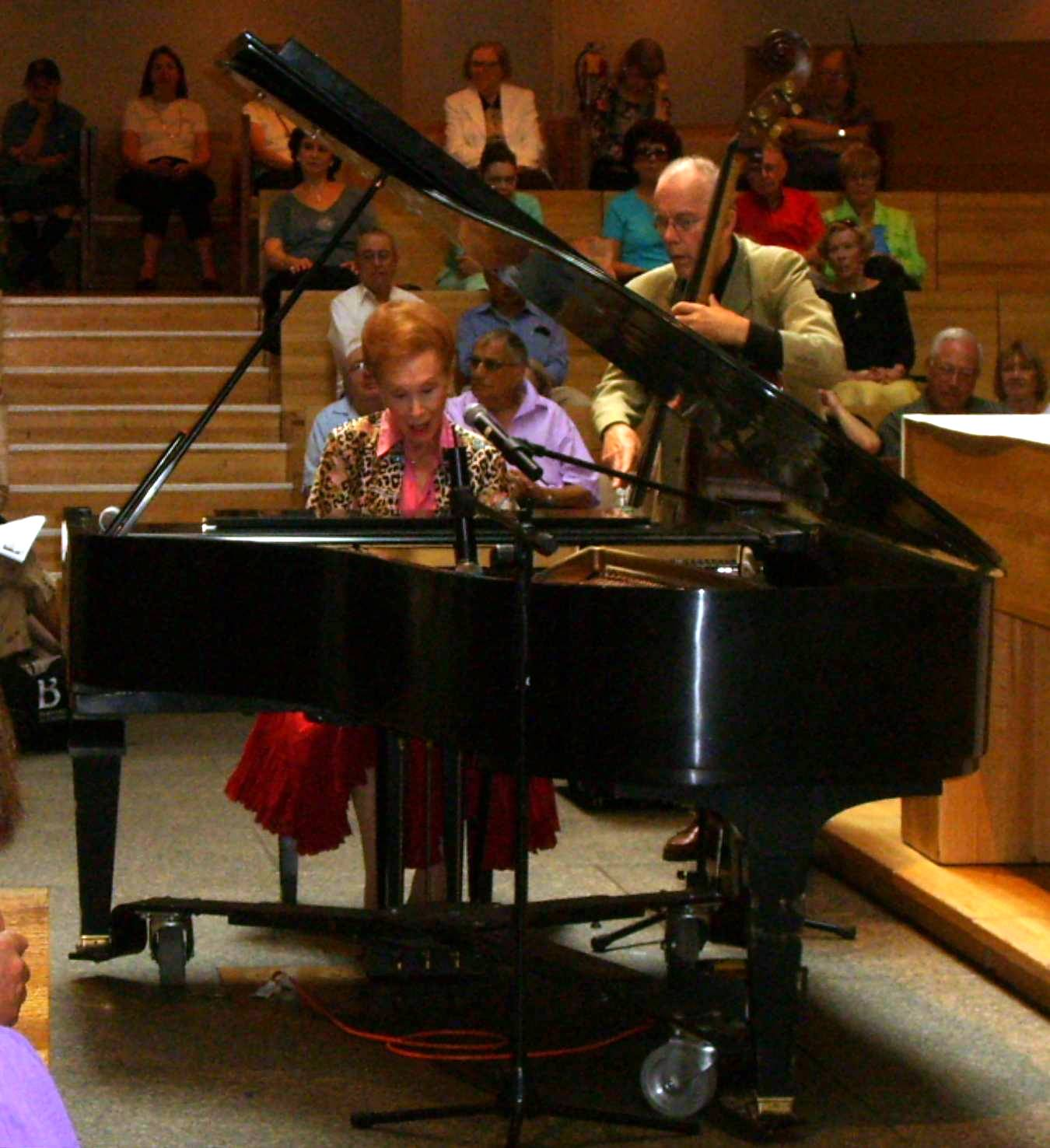
Barbara Carroll met Jay Leonhart tijdens een optreden in 2007

In 1972 kreeg haar loopbaan een nieuwe impuls dankzij een hernieuwde interesse in haar werk. In 1975 speelde ze mee op en platensessie van zangeres Rita Coolidge en drie jaar later toerde ze met Coolidge en Kris Kristofferson. Ze begon in 1974 een duo met bassist Jay Leonhart, een samenwerking die vele jaren stand hield (zie foto). Van 1978 tot 2003 speelde ze regelmatig (als solist) in Hotel Carlyle in New York. Ook trad ze veel op in cabarets, waarvoor ze twee keer een prijs kreeg van de "Manhattan Association of Cabarets" (1998 en 2003). Ze maakte regelmatig een album, de laatste verscheen een paar jaar voor haar overlijden, een 'live'-album uit 2011.
Carroll kreeg een "Mary Lou Williams Women in Jazz"-prijs.

## Persoonlijk leven
In september 1954 trouwde Carroll met Joe Shulman, de bassist in haar trio. Het huwelijk duurde slechts drie jaar, door het overlijden van Shulman in 1957. Ze hertrouwde later met bandleider Bert Block en kreeg een dochter.

## Discografie (selectie)
- 1951 Piano Panorama (Atlantic Records 10" LP; in 1958 heruitgegeven als Ladies of Jazz, Atlantic met Mary Lou Williams 10")
- 1954 Barbara Carroll Trio (RCA Victor)
- 1955 Lullabies in Rhythm" (RCA Victor)
- 1956 Have You Met Miss Carroll (RCA Victor)
- 1956 We Couldn't Just Say Goodbye (RCA Victor)
- 1957 It's A Wonderful World (RCA Victor)
- 1957 Funny Face (ook bekend als The Best of George and Ira Gershwin, Verve)
- 1958 Barbara (Verve)
- 1958 Flower Drum Somg (Kapp Records)
- 1959 Why Not? (SeSac)
- 1964 "Hello, Dolly" & What Makes Sammy Run?"(Warner Brothers)
- 1981 At The Piano (Trend Records/Discovery Records)
- 1991 Live at the Carlyle (DRG)
- 1993 This Heart of Mine (DRG)
- 1995 Everything I Love (DRG)
- 2003 Live at Birdland (Harbinger)
- 2007 I Wished On the Moon (Venus Records)
- 2008 Something to Live For (Harbinger)
- 2011 How Long Has This Been Going On? (Harbinger)

- Bibliothèque nationale de France: cb13892203w (data)
- Gemeinsame Normdatei: 1125472413
- International Standard Name Identifier: 0000 0001 1494 4916
- Library of Congress Control Number: n91048709
- MusicBrainz: 9f8265ab-7db1-4db6-ac83-3fa5c5b551d9
- Nationale Bibliotheek van Tsjechië: ola2002158398
- Nationale Bibliotheek van Israël: 987007325284705171
- Virtual International Authority File: 84971197
- WorldCat: E39PBJvCTdDjTWP6yvbpkRY3wC